# Eduard Samsó Queraltó
 Eduard Samsó Queraltó (Barcelona, 1956) és un arquitecte català.
Inicia els seus estudis a l'Escola Tècnica Superior d'Arquitectura de Barcelona on es llicencia el 1980. El 1983 crea Samsó + Associats. Entre el 1985 i el 1987 va ser membre del consell del FAD i president de l'ARQ- INFAD. Des del 1986 imparteix classes conferències en diferents escoles i universitats sobre temes d'arquitectura i disseny.
El seu treball com a interiorista ha merescut nombrosos premis i els seus dissenys de mobiliari han estat presents en nombroses exposicions nacionals i internacionals. Entre els dissenys destaquen la cadira Troika (1990) o el carret Columbre (1992).